# Salknappen (Peter-I.-Insel)
Der Salknappen (norwegisch für Sattelknauf) ist ein Berggipfel auf der antarktischen Peter-I.-Insel. Er ist der nördlichste Gipfel im Massiv des Salen im Nordwesten der Insel.
Wissenschaftler des Norwegischen Polarinstituts benannten ihn 1987.